# Louis Saha
Louis Laurent Saha, francoski nogometaš, * 8. avgust 1978, Pariz, Francija.
Saha je nekdanji nogometni napadalec in član francoske reprezentance.